# 賓州中央交通公司
賓州中央交通公司（英語：Penn Central Transportation Company, Penn Central）是美國1968年至1976年間運營的一級鐵路公司。賓州中央鐵路公司是賓夕法尼亞鐵路、紐約中央鐵路和紐約-紐黑文-哈特福德鐵路三個鐵路的合併的產物。
最終成為賓州中央鐵路公司的法人實體是前賓夕法尼亞鐵路公司，它在1968年最初的合併中吸收了紐約中央鐵路公司，同時開始使用賓夕法尼亞中央鐵路公司的名稱來反映其與紐約中央鐵路公司的合併。合併後，公司的總部仍設在費城。到1970年，該公司申請了當時美國歷史上最大的破產案。